# エリサ・マーザ
エリサ・マーザ（Elisa Maza）は、アメリカアニメ『ガーゴイルズ』に登場する架空の人物。
（声 - 加藤優子/英 - サリー・リチャードソン ）

## プロフィール
- 生年月日：1968年生まれ　27歳（1995年）~28歳（1996年）
- 身長：不明
- 体重：不明
- 性別：女性
- 出身地：N.Yのマンハッタン
- 特技：料理　水泳　射撃
- 趣味：仕事
- 苦手なもの：蜘蛛
- 好物：野菜類

## 人物
『ガーゴイルズ』の準主役。ゴライアスの相棒であり、ニューヨーク市警の刑事を務める人間の女性。父親のピーターは警察官を務めるアメリカ人。母親のダイアンはアフリカ人のハーフ。三人兄弟の長女で、下に妹のベスと弟のデレクがいる。ネイティブアメリカンの祖父を持つ。性格は温厚だが勇敢で滅多なことでは驚かない。初めて対面した時から、ゴライアスを疑わず驚かなかった。マンハッタン一族のことも警戒せず信用した。ゴライアスの危機には自らが盾となり守る。普通の人間ながら戦闘能力が高く、またゴライアス以上に機転がきく。自宅でキャグニーというメスの猫を飼っている。1ヶ月以上睡眠時間や休憩、飲食をほとんど取らなくても戦える他、大きな衝撃やけがから早く回復する生命力を持つ。ゴライアスと違いピンチになりにくく敵に攫われ人質にされる回数が圧倒的に少ない。
アーチメイジ襲来に対抗しようとトムが現代編に現れた際ゴライアスを心配し、ゴライアス、ブロンクスと共にアバロン島に向かった。アバロンでの戦いが終結した後、ゴライアス、アンジェラ、ブロンクスと共にマンハッタンに帰る為の旅に同行する。シリーズ後半ではゴライアスとの間に深い絆を感じるようになる。作中では潜入捜査のために様々な衣装のコスプレを披露している。

## 未来世界
- 未来世界では、アンジェラ共々クランロボットに水中に引きずり込まれた後捕らえられ、束縛されて磔にされる。アンジェラ達がサイバーザナトスに全滅させられた後、ゴライアスに助けられるが実はフェニックスゲートを狙っていたパックが化けた偽物であった。その後正体を現すが、ゴライアスの強さに脅えてパックは退却した。 

## 戦闘能力
敵と組み合い戦うことが得意で、強大な敵にも素手で戦いを挑む。銃を構えた敵にも正面から当たり、サイボーグやモンスター相手の戦いでもゴライアス達に戦場に連れて行ってもらえるなどその実力は評価されている。アバロン島での試練や旅の後に戦闘能力が数倍アップしている。

## エリサガーゴイル
- 第18話でパックの手違いによりガーゴイルになってしまった姿。容姿はデモーナとエリサのクローンであるデライラに酷似している。エリサ自身の格闘能力が高いため戦闘能力は高い。人間になってしまったゴライアスを守るべくデモーナと激闘を展開した。その後、パックにより元の姿に戻された。アニメ・コミック共に一度しか変身することはなかった。 

## 武器・装備
拳銃
通常のハンドガンと外見は大差ないが、未来の物となっているため架空の銃である。威力は普通の拳銃より上とされている。戦いでは主に牽制に用いられる。
無線機
小型の無線機でゴライアスはペンダント型でアンジェラの物はヘッドホンタイプの新型。信頼の証としてマンハッタン一族全員に渡した。

## エリサの関係者
デモーナ
エリサのライバル。ゴライアスの前妻でもあるため両者の間で嫉妬も加わり何度も激しい戦いがある。ゴライアスと互角の能力を持つデモーナにエリサが勝てるわけもなく、完全な一対一では善戦するのが精一杯である。
ゴライアス
エリサの親友の1人であり相棒でもある。互いに強く信頼しており非常に仲が良い。エリサに好意を持っているものの種族の違いから互いに一線を引いている。